# كيم جين-سول
كيم جين-سول (هانغل: 김진솔) هو لاعب كرة قدم كوري جنوبي في مركز الهجوم، ولد في 11 يناير 1989 في جيمهاي في كوريا الجنوبية. لعب مع دايجون هانا سيتزن.

## وصلات خارجية
- كيم جين-سول على موقع دوري كوريا الجنوبية (الإنجليزية)
- كيم جين-سول على موقع قاعدة بيانات كرة القدم.إي يو (الإنجليزية)